# Animal Real TV
Animal Real TV (in originale: Untamed & Uncut) è un programma televisivo in onda a partire dal 2009 su Animal Planet, uno dei canali tematici di Sky. La trasmissione manda in onda in ogni puntata diversi filmati in cui vengono raccontate delle vicende legate a degli animali. La versione italiana del programma è condotta da Raffaella Fico, Melita Toniolo e Veronica Ciardi.

## Trama
Questa serie ci mostra gli incontri più strani tra telecamera ed animali.